# Filoviry
Filoviry neboli nitkové viry jsou velmi zákeřnou skupinou RNA virů. Patří mezi ně nejobávanější viry, proti kterým se dosud nelze účinně bránit (pokud již nákaza propukla). Mezi tuto skupinu virů patří virus Marburg a Ebola, které vyvolávají krvácivé (hemorhagické) horečky.
Filoviry mají protáhlé tělo připomínající špagety a jelikož jsou jako většina všech virů velmi mikroskopických rozměrů, je potřeba k jejich pozorování elektronový mikroskop (konkrétně asi zvětšení 115000krát na jednu virovou částici). Nitkové viry jsou velmi rizikovou skupinou organismů, pocházejí z africké džungle a dokáží rychle překonávat druhové bariéry. Vysoká genetická variabilita z nich dělá velmi nebezpečné viry, které se velmi snadno přenášejí např. z kaloně na opici a z opice na člověka. Přesný způsob, jakým se tyto viry přenášejí ze zvířat na člověka, není zcela znám. K přenosu viru dochází především prostřednictvím fyzického kontaktu s infikovanými tělesnými tekutinami, jako jsou infikovaná krev nebo zvratky. Nakažená zvířata tak fungují jako přenašeči. Druhy netopýrů přenášející virus Marburg nemají žádné zdravotní potíže související s tímto virem.
Tělo virů se skládá ze sedmi bílkovin, z nichž 4 jsou zatím zcela neznámé. Proti těmto virům neexistuje vakcína, a proto se s nimi setkáme jen ve velmi specializovaných pracovištích s laboratoří stupně R4, kde je nutná několikanásobná ochranná vrstva, jakož i vzduchotěsný přetlakový skafandr. Mezi filoviry patří viry Marburg, Ebola a jejich kmeny.